# Петро Ібер
Петро Ібер (груз. პეტრე იბერი) (близько 411—491) — єпископ Маюмі поблизу Гази, засновник першого грузинського монастиря у Вифлеємі. Канонізований Грузинської православної церквою як святий. Грузинський царевич, син царя Босмаріоса, спочатку носив ім'я Мурван (Мурваназ).
У 423 році посланий політичним заручником в Константинополь, де отримав глибоку філософську, теологічну й медичну освіту під заступництвом імператриці Євдокії, дружини Феодосія II. Освіту здобув у Константинопольській вищій школі.
Збереглися дві версії його житія: сирійська (спочатку написана його учнем Іоанном Руфом по-грецьки, переклад VIII століття) і грузинська, написана його сучасником Захаром Ритором, єпископом Мітилени, збереглася в рукописі XIII століття.